# Olga Rypakowa
Olga Rypakowa (ros. Ольга Сергеевна Рыпакова; ur. 30 listopada 1984 w Ust'-Kamienogorsku) – kazachska lekkoatletka, specjalizująca się w trójskoku i skoku w dal, która w pierwszych latach kariery uprawiała wieloboje.
W dużej międzynarodowej imprezie zadebiutowała w 2000 roku odpadając w eliminacjach skoku w dal na mistrzostwach świata juniorów. Rok później w siedmioboju była czwarta na rozegranych w Debreczynie na Węgrzech mistrzostwach globu juniorów młodszych. Największy sukces w tym okresie kariery odniosła w roku 2002 zostając wicemistrzynią świata juniorek w siedmioboju. W 2003 i 2005 startowała w uniwersjadzie nie zdobywając jednak medali. Czwarta skoczkini w dal mistrzostw Azji w 2005. Zimą 2006 zdobyła w wieloboju halowe mistrzostwo Azji oraz zajęła siódmą lokatę na halowych mistrzostwach świata. W tym samym sezonie zdobyła brąz w skoku w dal oraz złoto w siedmioboju na igrzyskach państw Azji – był to jej ostatni sukces w rywalizacji wielobojowej. Duże sukcesy odnosiła w sezonie 2007 – w Ammanie zdobyła dwa złota (w skoku w dal oraz trójskoku) mistrzostw Azji, a w Bangkoku została zwyciężczynią skoku w dal na uniwersjadzie. Na dalszym miejscu w finale uplasowała się podczas kończących sezon mistrzostw świata. Tuż za podium – na czwartym miejscu – ukończyła konkurs trójskoku podczas halowych mistrzostw świata w Walencji (2008). Uczestniczka igrzysk olimpijskich w Pekinie – w skoku w dal odpadła w eliminacjach, a w trójskoku zajęła czwarte miejsce. Reprezentowała Kazachstan podczas mistrzostw świata w Berlinie (2009) zajmując dziesiątą lokatę w trójskoku. Po tych zawodach, jesienią 2009, zdobyła w Hanoi dwa złote miejsce halowych igrzysk azjatyckich oraz została w Kantonie mistrzynią Azji w trójskoku. 13 marca 2010 sięgnęła po złoty krążek halowych mistrzostw świata w trójskoku, a kilka miesięcy później wygrała w tej konkurencji zawody pucharu interkontynentalnego ustanawiając wynikiem 15,25 rekord Azji, będący zarazem siódmym wynikiem w historii kobiecego trójskoku. Na koniec sezonu 2010 zdobyła dwa medale (złoty i srebrny) podczas igrzysk azjatyckich. W 2011 zdobyła srebrny medal mistrzostw świata, a sezon 2012 rozpoczęła od wywalczenia w Stambule halowego wicemistrzostwa świata. Mistrzyni olimpijska z Londynu (2012). Brązowa medalistka igrzysk olimpijskich z Rio de Janeiro (2016). Rok później stanęła na najniższym stopniu podium podczas mistrzostw świata w Londynie.
Zwyciężczyni łącznej punktacji Diamentowej Ligi 2012 w trójskoku. W tym samym roku została ogłoszona najlepszą sportsmenką kontynentu azjatyckiego. W 2014 sięgnęła po złoto igrzysk azjatyckich w Inczon, natomiast rok później zdobyła brązowy medal Mistrzostw Świata.
Medalistka mistrzostw Kazachstanu w różnych kategoriach wiekowych oraz konkurencjach.
Rekordy życiowe: trójskok – stadion: 15,25 (4 września 2010, Split) 9. wynik w historii światowej lekkoatletyki, hala: 15,14 (13 marca 2010, Doha) 4. wynik w historii światowej lekkoatletyki; pięciobój (hala) – 4582 pkt. (10 lutego 2006, Pattaya); siedmiobój – 6122 pkt. (28 czerwca 2006, Ałmaty). Rezultaty Rybakowej w trójskoku oraz pięcioboju są aktualnymi rekordami Azji.
Żona Denisa Rypakowa, sprintera, medalisty uniwersjady. Mają dwoje dzieci – Anastasiję (ur. 2004) i Kiriłła (ur. 2013).

## Osiągnięcia
| Rok  | Impreza                               | Miejsce        | Konkurencja | Lokata            | Wynik     |
| ---- | ------------------------------------- | -------------- | ----------- | ----------------- | --------- |
| 2000 | Mistrzostwa świata juniorów           | Santiago       | skok w dal  | el. – 23. miejsce | 5,63      |
| 2001 | Mistrzostwa świata juniorów młodszych | Debreczyn      | siedmiobój  | 4. miejsce        | 5198 pkt. |
| 2002 | Mistrzostwa świata juniorów           | Kingston       | siedmiobój  | 2. miejsce        | 5727 pkt. |
| 2003 | Uniwersjada                           | Daegu          | siedmiobój  | 8. miejsce        | 5690 pkt. |
| 2005 | Uniwersjada                           | Izmir          | skok w dal  | el. – 10. miejsce | 6,11      |
| 2005 | Mistrzostwa Azji                      | Inczon         | skok w dal  | 4. miejsce        | 6,50      |
| 2006 | Halowe mistrzostwa Azji               | Pattaya        | pięciobój   | 1. miejsce        | 4582 pkt. |
| 2006 | Halowe mistrzostwa świata             | Moskwa         | pięciobój   | 7. miejsce        | 4368 pkt. |
| 2006 | Igrzyska azjatyckie                   | Doha           | siedmiobój  | 1. miejsce        | 5955 pkt. |
| 2006 | Igrzyska azjatyckie                   | Doha           | skok w dal  | 3. miejsce        | 6,49      |
| 2006 | Puchar świata                         | Ateny          | skok w dal  | 8. miejsce        | 6,21      |
| 2007 | Mistrzostwa Azji                      | Amman          | skok w dal  | 1. miejsce        | 6,66      |
| 2007 | Mistrzostwa Azji                      | Amman          | trójskok    | 1. miejsce        | 14,69     |
| 2007 | Uniwersjada                           | Bangkok        | skok w dal  | 1. miejsce        | 6,85      |
| 2007 | Mistrzostwa świata                    | Osaka          | trójskok    | 11. miejsce       | 14,32     |
| 2008 | Halowe mistrzostwa Azji               | Doha           | trójskok    | 1. miejsce        | 14,23     |
| 2008 | Halowe mistrzostwa świata             | Walencja       | trójskok    | 4. miejsce        | 14,58     |
| 2008 | Igrzyska olimpijskie                  | Pekin          | skok w dal  | el. – 29. miejsce | 6,30      |
| 2008 | Igrzyska olimpijskie                  | Pekin          | trójskok    | 4. miejsce        | 15,11     |
| 2009 | Mistrzostwa świata                    | Berlin         | trójskok    | 10. miejsce       | 13,91     |
| 2009 | Halowe igrzyska azjatyckie            | Hanoi          | trójskok    | 1. miejsce        | 14,53     |
| 2009 | Halowe igrzyska azjatyckie            | Hanoi          | skok w dal  | 1. miejsce        | 6,58      |
| 2009 | Mistrzostwa Azji                      | Kanton         | trójskok    | 1. miejsce        | 14,53     |
| 2010 | Halowe mistrzostwa świata             | Doha           | trójskok    | 1. miejsce        | 15,14     |
| 2010 | Puchar interkontynentalny             | Split          | trójskok    | 1. miejsce        | 15,25     |
| 2010 | Puchar interkontynentalny             | Split          | skok w dal  | 3. miejsce        | 6,60      |
| 2010 | Igrzyska azjatyckie                   | Kanton         | skok w dal  | 2. miejsce        | 6,50      |
| 2010 | Igrzyska azjatyckie                   | Kanton         | trójskok    | 1. miejsce        | 14,78     |
| 2011 | Mistrzostwa świata                    | Daegu          | trójskok    | 2. miejsce        | 14,89     |
| 2012 | Halowe mistrzostwa świata             | Stambuł        | trójskok    | 2. miejsce        | 14,63     |
| 2012 | Igrzyska olimpijskie                  | Londyn         | trójskok    | 1. miejsce        | 14,98     |
| 2014 | Igrzyska azjatyckie                   | Inczon         | trójskok    | 1. miejsce        | 14,32     |
| 2015 | Mistrzostwa świata                    | Pekin          | trójskok    | 3. miejsce        | 14,77     |
| 2016 | Halowe mistrzostwa Azji               | Doha           | skok w dal  | 3. miejsce        | 6,22      |
| 2016 | Halowe mistrzostwa Azji               | Doha           | trójskok    | 1. miejsce        | 14,32     |
| 2016 | Igrzyska olimpijskie                  | Rio de Janeiro | trójskok    | 3. miejsce        | 14,74     |
| 2017 | Mistrzostwa świata                    | Londyn         | trójskok    | 3. miejsce        | 14,77     |
| 2017 | Halowe igrzyska azjatyckie            | Aszchabad      | skok w dal  | 1. miejsce        | 6,43      |
| 2017 | Halowe igrzyska azjatyckie            | Aszchabad      | trójskok    | 1. miejsce        | 14,32     |
| 2018 | Igrzyska azjatyckie                   | Dżakarta       | trójskok    | 1. miejsce        | 14,26     |
| 2018 | Puchar interkontynentalny             | Ostrawa        | trójskok    | 2. miejsce        | 14,26     |
| 2019 | Mistrzostwa świata                    | Doha           | trójskok    | el. – 13. miejsce | 14,09     |
| 2019 | Światowe wojskowe igrzyska sportowe   | Wuhan          | trójskok    | 1. miejsce        | 14,19     |
| 2021 | Igrzyska olimpijskie                  | Tokio          | trójskok    | el. – 24. miejsce | 13,69     |